# Hogmanay

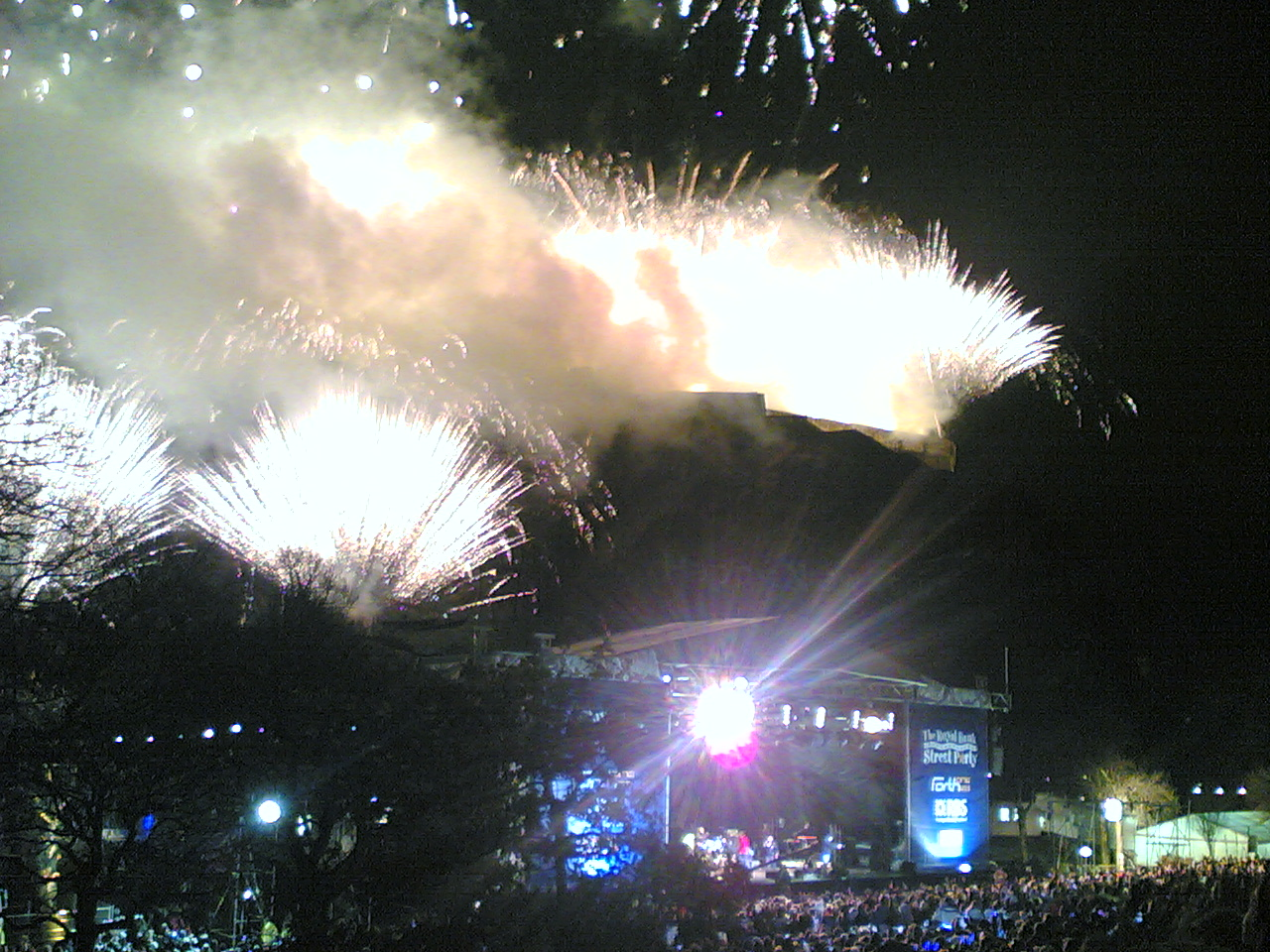
Hogmanay in Edinburgh

Hogmanay ([ˌhɔgmə'ne:]) is het Schotse nieuwjaarsfeest.

## Etymologie
De etymologie van het woord is onzeker. Er zijn drie mogelijke, etymologische verklaringen: 
- Keltisch oige maidne ("youth of morning")
- Oudengels haleg monaþ ("Holy Month")
- Noors hoguinané

en vijf minder geloofwaardige:
- Oudfrans anguillanneuf ("gift at New Year")
- Frans au gui mener ("lead to the mistletoe"), au gui l'an neuf ("to the mistletoe the new year"), (l')homme est né ("(the) man is born")
- Vlaams hoog min dag ("day of great love")
- Grieks αγια μηνη ("holy month")
- Spaans aguinaldo ("Christmas gift")